# RSE Grundbesitz und Beteiligungs-GmbH
Die RSE Grundbesitz und Beteiligungs-GmbH beschäftigt sich hauptsächlich mit dem Kauf, der Verwaltung und dem Wiederverkauf von Gewerbeimmobilien. Sie ist eine 100-prozentige Tochter der Salzgitter Mannesmann GmbH, die ihrerseits zur Salzgitter-Gruppe gehört.

## Geschichte

Aktie der Rinteln-Stadthagener Eisenbahn-Gesellschaft von 1900

Die Gesellschaft wurde 1898 als Rinteln-Stadthagener Eisenbahn-Gesellschaft (RStE) gegründet. Zu den Gründern der Aktiengesellschaft zählten der Landkreis Grafschaft Schaumburg, die Städte Rinteln und Obernkirchen und die Westdeutsche Eisenbahn-Gesellschaft (WEG). Das Unternehmen baute und betrieb die Bahnstrecke Rinteln–Stadthagen. 
Später gingen die Anteile der WEG über die Allgemeine Deutsche Eisenbahn-Gesellschaft an die AG für Verkehrswesen über, die zuletzt (1982) über 70 % der Aktien innehatte, dagegen der heutige Landkreis Schaumburg nur 6 %. Seit 1948 war die Gesellschaft börsennotiert; sie war zum regulierten Markt an der Deutschen Börse zugelassen. 1979 änderte sie die Firma in Rinteln-Stadthagener Eisenbahn-Aktiengesellschaft.
1994 verkaufte die RStE den Bahnbetrieb an die Rinteln-Stadthagener Verkehrs-GmbH und wandte sich dem Immobiliengeschäft zu. 1995/1996 verlegte sie ihren Sitz von Frankfurt am Main nach Hamburg. 1998 folgte die Umfirmierung in RSE Grundbesitz und Beteiligungs-Aktiengesellschaft. Das Unternehmen erwarb über Zwischenholdings u. a. Beteiligungen an der Bremischen Gesellschaft für Stadterneuerung, Stadtentwicklung und Wohnungsbau mbH und der GEHAG AG. 2002 bis 2004 verkaufte die RSE die Mehrheitsbeteiligung an der GEHAG an die Hamburgische Landesbank/HSH Nordbank. 2004 erwarb sie 94 % der Kieler Wohnungsbaugesellschaft mbH (KWG) und 34,5 % der Gladbacher Aktienbaugesellschaft. Aufgrund eines Strategiewechsels wurden diese Beteiligungen sowie diejenige an der Bremischen aber noch im selben Jahr an den Finanzinvestor Blackstone Group verkauft.
Von 1999 bis 2001 erwarb die WCM 99,71 % der Aktien; die RSE wurde zu einer reinen Subholding der WCM. 2001 verlegte die RSE ihren Sitz zurück nach Frankfurt. 2002 und 2003 übertrug die WCM 26,60 % der Aktien an ihre Tochter Klöckner-Werke. Nachdem die WCM 2006 insolvent geworden war, verkaufte ihr Insolvenzverwalter im April 2007 die RSE-Aktien an die Salzgitter Mannesmann GmbH. Auch die Klöckner-Werke wurden mehrheitlich an die Salzgitter-Gruppe verkauft. Im Dezember 2007 beschloss die Gesellschaft den Ausschluss der Minderheitsaktionäre.
Im Jahre 2012 wurde die RSE in eine Gesellschaft mit beschränkter Haftung umgewandelt und der Sitz nach Mülheim an der Ruhr verlegt. 